# Och alla presidentens män
Och alla presidentens män (engelska: All the President's Men) är en journalistisk bok från 1974 av Carl Bernstein och Bob Woodward.  Boken handlar om Watergateaffären som ledde till att Richard Nixon fick avgå som USA:s president. Och alla presidentens män filmatiserades 1976 av Alan J. Pakula.

### Fotnoter
1. ↑  ”All the President's Men” (på engelska). Worldcat. 19 mars 1974. https://www.worldcat.org/title/all-the-presidents-men/oclc/892340&referer=brief_results. Läst 19 november 2015.